# 莫維萊尼鄉 (奧爾特縣)
44°22′N 24°39′E / 44.367°N 24.650°E
莫維萊尼鄉（羅馬尼亞語：Comuna Movileni, Olt），是羅馬尼亞的鄉份，位於該國南部，由奧爾特縣負責管轄，面積50平方公里，海拔高度168米，2007年人口3,707，人口密度每平方公里74人。